# Мнемонички уређај
Мнемонички уређај  или меморијски уређај је свака техника учења која помаже у задржавању или проналажењу информација у људској меморији, често повезујући информације са нечим што је лакше за памћење. 
Користи елаборативно кодирање, знакове за проналажење и слике као специфичне алате за кодирање информација на начин који омогућава ефикасно складиштење и проналажење. Помаже оригиналним информацијама да постану повезане са нечим доступнијим или значајнијим — што заузврат обезбеђује боље задржавање информација.
Уобичајени мнемотехници се често користе за листе и у слушном облику као што су кратке песме, акроними, иницијали или фразе које се памте. Могу се користити и за друге врсте информација и у визуелним или кинестетичким облицима. Њихова употреба заснива се на запажању да људски ум лакше памти просторне, личне, изненађујуће, физичке, хумористичне и на други начин „повезане“ информације, а не апстрактније или безличне облике информација.
Стари Грци и Римљани разликовали су две врсте памћења: „природно” памћење и „вештачко” памћење. Први је урођен и онај који сви користе инстинктивно. Ово последње, насупрот томе, мора бити обучено и развијено кроз учење и вежбање разних мнемотехничких техника.
Мнемонички системи су технике или стратегије које се свесно користе за побољшање памћења. Они помажу у коришћењу информација које су већ ускладиштене у дугорочној меморији како би памћење олакшало задатак.

## Етимологија
Мнемоника је изведена од старогрчке речи мнемоникос што значи „сећање“ или „односи се на сећање“. Повезан је са Мнемосином, именом богиње сећања у грчкој митологији. Обе ове речи су изведене од мнеме, „сећање, сећање“.  Мнемотехника се у антици најчешће разматрала у контексту онога што је данас познато као уметност памћења.

## Историја
Општи назив мнемонике, био је назив који се користио за уређаје за помоћ памћењу, како би се омогућило уму да репродукује релативно непознату идеју, а посебно низ раздвојених идеја, повезујући је или њих у неке вештачке целине чији су делови међусобно сугестивни.  Мнемотехничка средства су много култивисали грчки софисти и филозофи и често их помињу Платон и Аристотел. 
Филозоф Хармад је био познат по свом изванредном памћењу и по способности да запамти читаве књиге, а затим их рецитује.
У каснијим временима, песник Симонид је био заслужан за развој ових техника, можда ни због чега другог осим што је била чувена моћ његовог памћења. Цицерон, који придаје значајну важност уметности, али више принципу реда као најбољој помоћи за памћење, говори о Карнеаду (можда Шармаду) из Атине и Метродору из Сцепсиса као о истакнутим примерима људи који су користили добро уређене слике да помогну сећање. Римљани су ценили такву помоћ да би подржали лакоћу у јавном говору. 
Грчки и римски систем мнемотехнике заснован је на употреби менталних места и знакова или слика, познатих као „топикална“ мнемотехника. Најчешћи метод је био одабир велике куће, од којих су станови, зидови, прозори, статуе, намештај, итд., сваки асоцирали на одређена имена, фразе, догађаје или идеје, помоћу симболичких слика. Да би их се присетио, појединац је морао само да претражује станове у кући док не открије места на која је машта поставила слике.
У складу са овим системом, ако се желело да се историјски датум фиксира у сећању, он је био локализован у замишљеном граду подељеном на одређени број округа, сваки са десет кућа, свака кућа са десет соба, а свака соба са стотину квадрати или меморијска места, делом на поду, делом на четири зида, делом на плафону. Дакле, ако би се желело да се у сећању фиксира датум проналаска штампарије (1436), замишљена књига или неки други симбол штампе би се сместио у тридесет шести квадрат или меморијско место четврте собе, прве куће историјског округа вароши. Осим што се на правила мнемотехнике позива Марцијан Капела, ништа се даље не зна о пракси до 13. века.
Међу обимним списима Роџера Бекона налази се и трактат Де арте меморатива. Рамон Љуљ је посебну пажњу посветио мнемотехници у вези са својим арс генералис. Прва значајна модификација методе Римљана била је она коју је измислио немачки песник Конрад Келтес, који је у својој Epitoma in utramque Ciceronis rhetoricam cum arte memorativa nova (1492) користио слова абецеде за асоцијације, а не места. Крајем 15. века Петар од Равене (р. 1448) изазвао је такво запрепашћење у Италији својим мнемотехничким подвизима да су многи веровали да је некромантица. Његов Phoenix artis memoriae ( Венеција, 1491, 4 свеска) доживео је чак девет издања, од којих је седмо објављено у Келну 1608.
Крајем 16. века, Ламберт Шенкел који је предавао мнемотехнику у Француској, Италији и Немачкој, слично је изненадио људе својим памћењем. Универзитет у Лувену га је прогласио чаробњаком, али је 1593. објавио свој трактат De memoria у Дуеју уз дозволу тог прослављеног теолошког факултета. Најпотпунији приказ његовог система дат је у два дела његовог ученика Мартина Зомера, објављена у Венецији 1619. Године 1618. Џон Вилис (ум. 1628?) објавио је Mnemonica; sive ars reminiscendi,  који садржи јасну изјаву о принципима актуелне или локалне мнемонике. Ђордано Бруно је укључио memoria technica у своју расправу De umbris idearum, као део своје студије о ars generalis из Љуља. Други писци овог периода су Фирентински Публициус (1482); Јоханес Ромберх (1533); Хиеронимо Морафиот, Ars memoriae (1602); и Б. Порта, Ars reminiscendi (1602). 
Године 1648. Станислаус Минк вон Веншајн је открио оно што је назвао „најплоднијом тајном“ у мнемотехници – користећи сугласнике за бројке, изражавајући тако бројеве речима (самогласници се додају по потреби), како би се створиле асоцијације које се лакше памте. Филозоф Готфрид Вилхелм Лајбниц је усвојио писмо веома слично оном код Веншајна за своју шему облика писања заједничког свим језицима.

Веншајнов метод је усвојен са малим изменама након тога од стране већине наредних „оригиналних“ система. Изменио ју је и допунио Ричард Греј (1694–1771), свештеник који је објавио Мемориа тецхница 1730. Главни део Грејеве методе је укратко ово:
Да бисмо запамтили било шта из историје, хронологије, географије, итд., формира се реч чији почетак, будући да је први слог или слогови тражене ствари, честим понављањем, наравно, вуче за њом последњи део, тј. тако измишљен да да одговор. Тако се у историји Потоп догодио у години пре Христа две хиљаде триста четрдесет осме; ово је означено речју Делеток, Дел означава потоп и еток за 2348. 
Веншајнов метод је упоредив са хебрејским системом у којем слова такође означавају бројеве, а самим тим и речи за датуме.
Да би помогли у задржавању мнемоничких речи у памћењу, формиране су у меморијалне линије. Такве чудне речи у тешком скенирању хексаметра никако није лако запамтити. Самогласник или сугласник, који је Греј повезао са одређеном фигуром, изабран је произвољно.
Каснија модификација је направљена 1806 . Грегор фон Фајнагл, немачки монах из Салема код Констанца. Док је живео и радио у Паризу, изложио је систем мнемотехнике у којем су (као у Веннсхеин) нумеричке фигуре представљене словима одабраним због неке сличности са фигуром или случајне везе са њом. Ово писмо је допуњено компликованим системом локалитета и знакова. Фејнаигле, који очигледно није објавио никакву писану документацију о овој методи, отпутовао је у Енглеску 1811. Следеће године један од његових ученика је објавио Нову уметност сећања (1812), дајући Фејнглов систем. Поред тога, садржи вредну историјску грађу о претходним системима.
Други мнемоничари су касније објавили поједностављене форме, пошто су компликованије мнемотехнике углавном биле напуштене. Методе засноване углавном на такозваним законима удруживања (уп. Ментална асоцијација) подучаване су са извесним успехом у Немачкој.

## Врсте
- Музичка мнемотехника

Песме и џинглови се могу користити као мнемоника. Уобичајен пример је како деца памте азбуку певајући АБЦ. Други пример су мелодије из књига.
- Мнемотехника имена (акроним)

Прво слово сваке речи се комбинује у нову реч. На пример: ВИБГИОР (или РОИ Г БИВ) за боје дуге или Х О М Е С ( језеро Хурон, језеро Онтарио, језеро Мичиген, језеро Ер, језеро Супериор) Велика језера.
- Акростих мнемоника

Прво слово сваке речи се комбинује да би се формирала фраза или реченица – нпр. Richard of York gave battle in vain за боје дуге.
- Модел мнемонике

Модел се користи за помоћ при памћењу информација. Примене ове методе укључују коришћење дијаграма, циклуса, графикона и дијаграма тока да би се разумела или запамтила идеја. нпр. Фреитагова пирамида да прикаже различите делове драмске структуре у пет чинова.
- Ода мнемотехника

Информације се стављају у поезију (већина латинских именица друге деклинације које се завршавају на -ер испуштају - е у свим косим падежима осим вокатива, то су изузеци).
- Обратите пажњу на мнемотехнику организације

Метод организације нота може се користити као техника памћења. Примене ове методе подразумевају коришћење флеш картица и листа. Флеш картице се користе тако што се питање или реч стављају на једну страну папира, а одговор или дефиниција на другу страну папира. Листе укључују организацију података од широких до детаљних. нпр. Земља → Континент → Држава.
- Мнемоника слике

Информације су конструисане у слику.
- Мнемотехника везе

Ново знање је повезано са већ познатим знањем.
- Мнемоника визуализације

Технике као што је Лоци метод омогућавају кориснику да креира јединствене асоцијације у замишљеном простору.

## Примене и примери
Широк спектар мнемотехнике се користи у неколико намена. Најчешће коришћене мнемотехнике су оне за листе, нумеричке секвенце, усвајање страног језика и медицински третман пацијената са дефицитом памћења.

### За листе
Уобичајена мнемоничка техника за памћење листе је креирање акронима који се лако памти. Други је да направите фразу која се памти са речима које деле исто прво слово(а) (тј. исти иницијализам ) као чланови листе. Мнемоничке технике се могу применити на већину памћења нових материјала.
Неки уобичајени примери за мнемонику првог слова:
- Мнемотехника за правописне мнемотехнике укључује „памћење треба сваки метод неговања свог капацитета“ и „можда свака мнемоника не испушта сметњу интензивно концентрисаном“.
- Да бисте запамтили метричке префиксе после гиге, помислите на слаткише и ову мнемонику. "Најбољи пез ? Жути!" ТПЕЗИ: тера, пета, ека, зетта, иотта.
- Редослед оштрица у кључним потписима је Ф, Ц, Г, Д, А, Е и Б, што даје мнемонику Father Charles goes down and ends battle. Редослед станова је обрнут: Б♭, Е♭, А♭, Д♭, Г♭, Ц♭ и Ф♭ (Battle ends and down goes Charles's father). [7]
- Дугине боје у Richard of York gave battle in vain, Run over your granny because it's violent или измишљено име Roy G. Biv (црвена, наранџаста, жута, зелена, плава, индиго, љубичаста).
- Акроним ХОМЕС за Северноамеричка Велика језера: Хурон, Онтарио, Мичиген, Ери и Супериор.[8]
- Електронски кодови боја се памте са широким спектром мнемоничких фраза, захваљујући више боја које почињу са б и г и померању од сексистичких фраза које су некада биле уобичајене у професијама у којима су традиционално доминирали мушкарци.
- За ефекте индуктора или кондензатора у круговима наизменичне струје, електроинжењери су користили фразу „Ели ледени човек“ или „Ели на леду“. Са присутним индуктором (симбол Л који означава индуктивност), вршна вредност напона (Е) претходи вршној вредности струје (И ), тако да Е претходи И у "Ели". Са присутним кондензатором (симбол Ц који означава капацитивност), вршна струја предводи вршни напон, при чему И води Е када је Ц присутан у леду. Друга уобичајена мнемоника је „грађанска“: у кондензатору (Ц) струја (И) води напон (В), док напон води струју у индуктору (Л).
- За редокс хемијске реакције, где се оксидација и редукција могу помешати, може се користити фраза „Лео каже гер“ (губи електрон оксидација, добија електрон редукција) или акроним „нафтна платформа“ (оксидација се губи, редукција добија).
- Планетарна мнемотехника укључује: My very educated mother just served us nachos или my very easy method just speeds up naming planets (Меркур, Венера, Земља, Марс, Јупитер, Сатурн, Уран, Нептун, [Плутон]).
- Редослед звездане класификације: Oh, be a fine girl [or guy], kiss me! – где су О, Б, А, Ф, Г, К, М категорије звезда.
- За слојеве ОСИ модела: Please do not teach students pointless acronyms (физички, веза за пренос података, мрежа, транспорт, сесија, презентација, апликација).
- Мнемоника таксономије укључује Do kings play chess on funny glass stairs? и Do kindly please come over for green soup. (домен, царство, тип, класа, ред, породица, род, врста)
- За дијатомске елементе : Бр И Н Цл Х О Ф (изговара се 'бринкелхоф')  или have no fear of ice cold beer. [9]
- За ред придева у енглеској граматици: ОПСХАЦОМ (opinion, shape, age, colour, origin, material).
- За британски енглески правопис дијареје: Dash in a real rush! Hurry, or else accident!
- За делове мозга који су повезани са памћењем: herds of animals cause panic (hippocampus, amygdala, cerebellum, prefrontal cortex)
- За типове меморијског кодирања: SAVE (semantic, acoustic, and visual encoding)[10]

### За нумеричке низове и математичке операције
Мнемоничке фразе или песме могу се користити за кодирање нумеричких низова различитим методама, а једна уобичајена је креирање нове фразе у којој број слова у свакој речи представља одговарајућу цифру броја пи. На пример, првих 15 цифара математичке константе пи (3.14159265358979) може се кодирати као „Сада ми треба пиће, алкохолно наравно, после тешких предавања која укључују квантну механику“; „Сада“, са 3 слова, представља први број, 3. Пифилологија је пракса посвећена креирању мнемотехнике за пи.
Други се користи за "израчунавање" вишекратника од 9 до 9 × 10 помоћу прстију. Почните тако што ћете испружити обе руке са свим испруженим прстима. Сада бројите с лева на десно број прстију који означава вишеструко. На пример, за цифру 9 × 4, избројите четири прста са леве стране, завршавајући на кажипрсту леве руке. Савијте овај прст надоле и пребројите преостале прсте. Прсти лево од савијеног прста представљају десетице, прсти десно су јединице. Постоје три прста лево и шест десно, што указује на 9 × 4 = 36. Ово функционише за 9 × 1 нагоре до 9 × 10.
За памћење правила у сабирању и множењу два броја са знаком, Балбуена и Буаиан (2015) су направили стратегије слова ЛАУС (попут знакова, додај; за разлику од знакова, одузми) и ЛПУН (попут знакова, позитивно; за разлику од знакова, негативно), респективно.
ПУИМУРИ („вршалица“) је фински мнемоник који се односи на електричну енергију : прва и последња три слова могу се распоредити у једначинеи. (Слово М се занемарује, што се може објаснити другом, политички некоректном мнемотехником.)

### За усвајање страног језика
Мнемотехника може бити од помоћи у учењу страних језика, на пример транспоновањем тешких страних речи са речима на језику који ученик већ познаје, који се такође називају „сроднике“ које су веома честе у романским језицима и другим германским језицима. Корисна таква техника је проналажење кључних речи, речи које имају исти изговор на познатом језику као циљна реч, и повезивање их визуелно или слушно са циљном речју.
На пример, покушавајући да помогне ученику да се сети охел, хебрејске речи за шатор, лингвиста Гилад Цукерман предлаже незаборавну реченицу О, дођавола, у мом шатору је ракун.  Незаборавна реченица У мајчиној нози је виљушка помаже ученику да запамти да је хебрејска реч за виљушку мазлег.  Слично, да се сети хебрејска реч баиит, што значи кућа, може се користити реченица „то је лепа кућа, волео бих да је купим“.  Лингвиста Мишел Томас је учио студенте да се сете да је естар шпанска реч за бити користећи фразу „бити звезда“. 
Још један шпански пример је коришћење мнемонике „Вин Дизел има десет оружја“ за подучавање неправилних командних глагола у облику ви(ту). Шпански глаголски облици и времена се редовно виде као најтежи део учења језика. Са великим бројем глаголских времена и многим глаголским облицима који се не налазе на енглеском, шпански глаголи могу бити тешки за памћење, а затим их коњугирати. Доказано је да употреба мнемотехнике помаже ученицима да боље науче стране језике, а то важи и за шпанске глаголе. Посебно тешко глаголско време за памћење су командни глаголи. Глаголи командовања на шпанском се различито коњугују у зависности од тога коме се командује. Фраза, када се изговори са шпанским акцентом, користи се за памћење „Вен Ди Сал Хаз Тен Ве Пон Се“, свих неправилних шпанских командних глагола у облику иоу(ту). Ова мнемоника помаже ученицима који покушавају да запамте различита глаголска времена.  Друга техника је за ученике родних језика да повежу своје менталне слике речи са бојом која одговара полу у циљном језику. Пример овде је да запамтите шпанску реч за „стопало“, пита,са сликом ноге која гази на питу, која затим просипа плаво пуњење (плаво представља мушки род именице у овом примеру).
За француске глаголе који користе етре као помоћни глагол за сложена времена: ДР и МРС ВАНДЕРТРАМП: десцендре, рестер, монтер, ревенир, сортир, венир, арривал, наитре, девенир, ентрер, рентрер, томбер, ретоурнер, аллер, моурир, партир, додавач.
Мушке земље на француском (ле): „Ни поветарац не може да захлади здравог Јапанца у САД. (лес) Холандија (Паис-Бас), Канада, Бразил (Бресил), Мексико (Мексик), Сенегал, Јапан (Јапон), Чиле (Чили) & (лес) САД (Етатс-Унис д'Америкуе).

### За пацијенте са недостатком памћења
Мнемотехника се може користити за помоћ пацијентима са дефицитима памћења који могу бити узроковани повредама главе можданим ударом, епилепсијом, мултиплом склерозом и другим неуролошким стањима.
У студији коју су спровели Доорнхеин и Де Хаан, пацијенти су третирани са шест различитих стратегија памћења, укључујући технику мнемотехнике. Резултати су закључили да је дошло до значајних побољшања на непосредном и одложеном субтесту РБМТ-а, одложеном опозиву на тесту именовања и оцјени рођака на МАЦ-у од пацијената који су примали мнемотехнички третман. Међутим, у случају пацијената са можданим ударом, резултати нису достигли статистички значај. 

## Ефикасност
Академско проучавање употребе мнемотехнике показало је њихову ефикасност. У једном таквом експерименту, субјекти различитог узраста који су примењивали мнемоничке технике за учење новог речника надмашили су контролне групе које су примењивале контекстуално учење и стилове слободног учења. 
Сматрало се да је мнемотехника ефикаснија за групе људи који се боре са или имају слабо дуготрајно памћење, попут старијих. Пет година након студије о мнемотехничкој обуци, истраживачки тим је пратио 112 старијих особа које живе у заједници, старости 60 и више година. Одложено присјећање листе ријечи процијењено је прије и непосредно након мнемоничке обуке, као и након петогодишњег праћења. Све у свему, није било значајне разлике између памћења речи пре тренинга и оног који је био приказан у наставку. Међутим, перформансе пре тренинга добијају резултате у учинку одмах након тренинга и коришћењем мнемотехничког предвиђеног учинка у наставку. Појединци који су се сами пријавили користећи мнемотехнику показали су највећи учинак у целини, са резултатима знатно вишим него на пре-тренингу. Налази сугеришу да обука мнемотехнике има дугорочне користи за неке старије одрасле особе, посебно оне који и даље користе мнемотехнику. 
Ово је у супротности са студијом из анкета студената медицине у којој је отприлике само 20% често користило мнемоничке акрониме. 
Код људи, процес старења посебно утиче на медијални темпорални режањ и хипокампус, у којима се синтетише епизодна меморија. Епизодна меморија чува информације о ставкама, објектима или карактеристикама са просторно-временским контекстима. Пошто мнемотехника помаже боље у памћењу просторних или физичких информација, а не апстрактнијих форми, њен ефекат може да варира у зависности од старости субјекта и колико добро функционишу медијални темпорални режањ и хипокампус субјекта.
Ово би се даље могло објаснити једном недавном студијом која указује на општи дефицит у меморији за просторне локације код старијих одраслих (средња старост 69,7 година са стандардном девијацијом од 7,4 године) у поређењу са младим одраслима (средња старост 21,7 година са стандардном девијацијом од 4,2 године). У почетку, разлика у препознавању мета није била значајна.
Истраживачи су затим поделили старије одрасле особе у две групе, старосне неоштећене и старе оштећене, према неуропсихолошком тестирању. Са поделом старосних група, постојао је очигледан дефицит у препознавању циља код старијих особа са оштећењем у поређењу са младим одраслим особама и одраслим особама без оштећења. Ово даље подржава различиту ефикасност мнемотехнике у различитим старосним групама. 
Штавише, раније су рађена различита истраживања са истим појмом, која су дала сличне резултате као Реагх ет ал. у задатку вербалне мнемотехнике дискриминације. 
Студије (посебно Магични број седам, плус или минус два) сугеришу да краткорочно памћење одраслих људи може да садржи само ограничен број предмета; груписање ставки у веће делове, као што је у мнемотехници, може бити део онога што дозвољава задржавање веће укупне количине информација у краткорочној меморији, што заузврат може помоћи у стварању дугорочних сећања.